# Charles Lucas
Louis-Charles-Achille Lucas (1838-1905) fue un arquitecto y escritor francés del siglo XIX.

## Biografía
Nacido en 1838 en París, era hijo de Hijo de Achille-Louis Lucas. Perteneciente a la promoción de 1856, fue discípulo de Achilles Lucas y de Constant-Dufeux. Entre sus obras publicadas se encontraron colaboraciones en el Manuel des lois du bâtiment, en La Construction moderne, en la Encyclopédie Planat, en la Biographie universelle des architectes célèbres y en La Grande encyclopédie. Falleció en 1905.